# Puno (ABH-306)

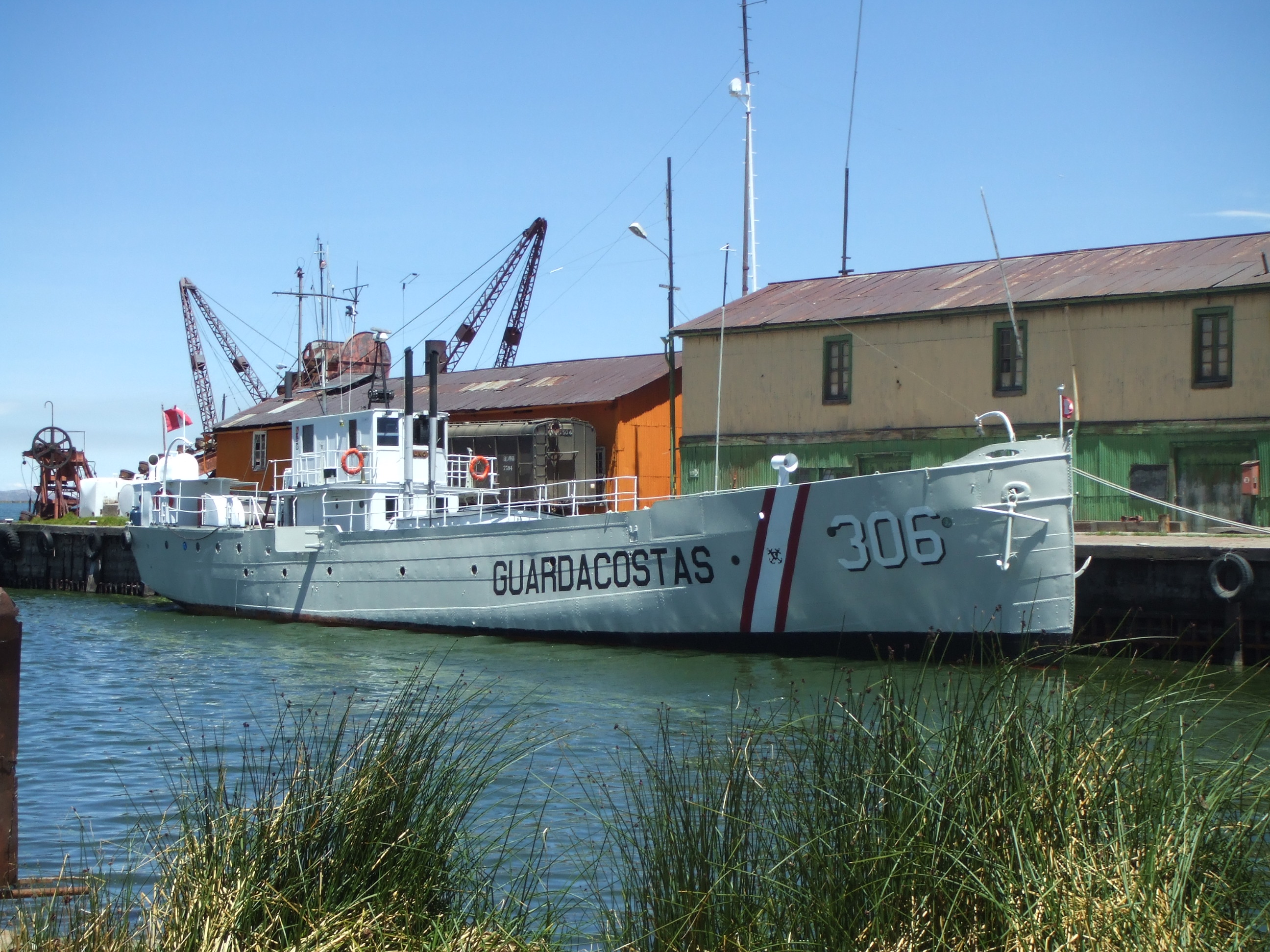
«Пуно» у порту Пуно, на честь якого названа, 2007 рік.

«Puno» — це госпітальне судно ВМС Перу на озері Тітікака. До 1976 року називалась «Япура».

## Історія
Уряд Перу замовив «Япурі» та її однотипний Яварі в 1861 році. У 1862 році «Темз Айронворк» в Вест Хем (Лондон) за контрактом з Фондом Джеймса Ватта з Бірмінгема були побудовані ці пароплави зі сталевим корпусом. Кораблі були розроблені для одночасного виконання функцій вантажо-пасажирського судна та канонерського човна для ВМС Перу. Судно мало двоциліндровий паровий двигун потужністю 60 кінських сил, паливом для якого служили висушені кізяки лам
Кораблі будували у «збитому» вигляді; тобто вони були зібрані болтами та гайками на верфі, розібрані на тисячі частин, достатньо малих для перевезення, і відвантажені до їхнього кінцевого пункту призначення, щоб бути зібрані заклепками та запущені на озеро. Кораблі будували у «збитому» вигляді, тобто вони були зібрані болтами та гайками на верфі, розібрані на тисячі частин, достатньо малих для перевезення, і відвантажені до їхнього кінцевого пункту призначення, щоб бути скріплені заклепками та спущенні на озеро. Комплект деталей для двох кораблів складалися із загальної кількості 2766 штук Кожної була не більше 3,5 хандервейта (близько 177 кг), щоб мул міг перевезти — адже залізниця від тихоокеанського порту Аріка була проведена вглиб материка лише на 64 кілометри, до Такни. Звідти каравани мулів перевозили їх ще на 350 кілометрів до міста Пуно на озері.
Перший британський підрядник доставив деталі до Такни, але не зміг завершити частину подорожі мулами Це не було відновлено до 1868 р., а «Япура» не була запущена до 1873 р.
Тихоокеанська війна 1879–83 розорила уряд Перу, тому в 1890 році інвестори з Великої Британії створили Перуанську корпорацію, яка взяла на себе експлуатацію перуанських залізниць та озерних кораблів. У 1975 році Перу націоналізував корпорацію, а «Яварі» та «Япура» перейшли у власність до державної залізничної компанії ENAFER. У 1976 році вони знову були включені до складу військово-морського флоту Перу. Пізніше ВМС перепрофілював «Япуру» на госпітальне судно і перейменував його на «Пуно».